# Xavier de La Chapelle
Pour les articles homonymes, voir La Chapelle.
Xavier de La Chapelle est un entrepreneur français fondateur de la marque automobile De La Chapelle en 1979  à  Lyon

## Biographie
En 1976, Xavier de La Chapelle reprend la tradition familiale de la construction d'automobiles (la marque familiale « Stimula - De La Chapelle Frères et cie » a été créée en 1903 en région lyonnaise, à Saint-Chamond) et crée une évocation du roadster Bugatti Type 55 à moteur GM 6 cylindres en ligne qu'il révèle au Salon de Genève en 1978. 
Ses créations Automobiles ont porté le nom de « Stimula », puis « De La Chapelle ». 
Ce premier modèle a évolué, grâce à de nombreuses améliorations du châssis initial, sous différentes formes de carrosseries, toujours d'inspiration Bugatti : Tourer 2+2, Grand Prix et Atalante 57S.
En 1979, il diversifie ses activités avec des mini-répliques pour enfants inspirées de la BMW 328, de la Bugatti Type 55 et de la Ferrari 330P2 produites à plus de 1500 exemplaires. 
En 1982, BMW homologue les De La Chapelle qui bénéficient alors des moteurs de la marque et d'un service après-vente sur l'ensemble des concessionnaires du territoire. 
Il obtient également de Messier-Hispano-Bugatti le droit d'apposer la marque Bugatti sur les calandres des voitures qu'il produit.
Durant les années 1980, il crée également une gamme de karts tous-terrains de loisirs produits à plus de 1000 exemplaires, et travaille sur de nouveaux projets automobiles avec le bureau de design du styliste Bertrand Barré.
En 1992, Xavier de la Chapelle conçoit l'Atalante 57S, révélée la même année au Salon de Genève. 
Il présente également au Mondial de l'automobile, puis au Salon de Genève 1992, le premier monospace de prestige doté d'un moteur V8 320 cv d'origine Mercedes-Benz (le De La Chapelle Parcours).
De 1989 à 1992, Xavier de La Chapelle est également président des automobiles Venturi.
De La Chapelle lance ces deux nouveaux modèles grâce aux investissements du groupe Primwest, qui quitte l'aventure en 1993 à la suite de son retrait de la marque Venturi.
De la Chapelle développe en 1996 un roadster moderne dessiné par Barré Design et doté de moteurs Peugeot 4 ou 6 cylindres pour le compte d'un groupe indien[Lequel ?][réf. nécessaire].